# Giuseppe Ayala

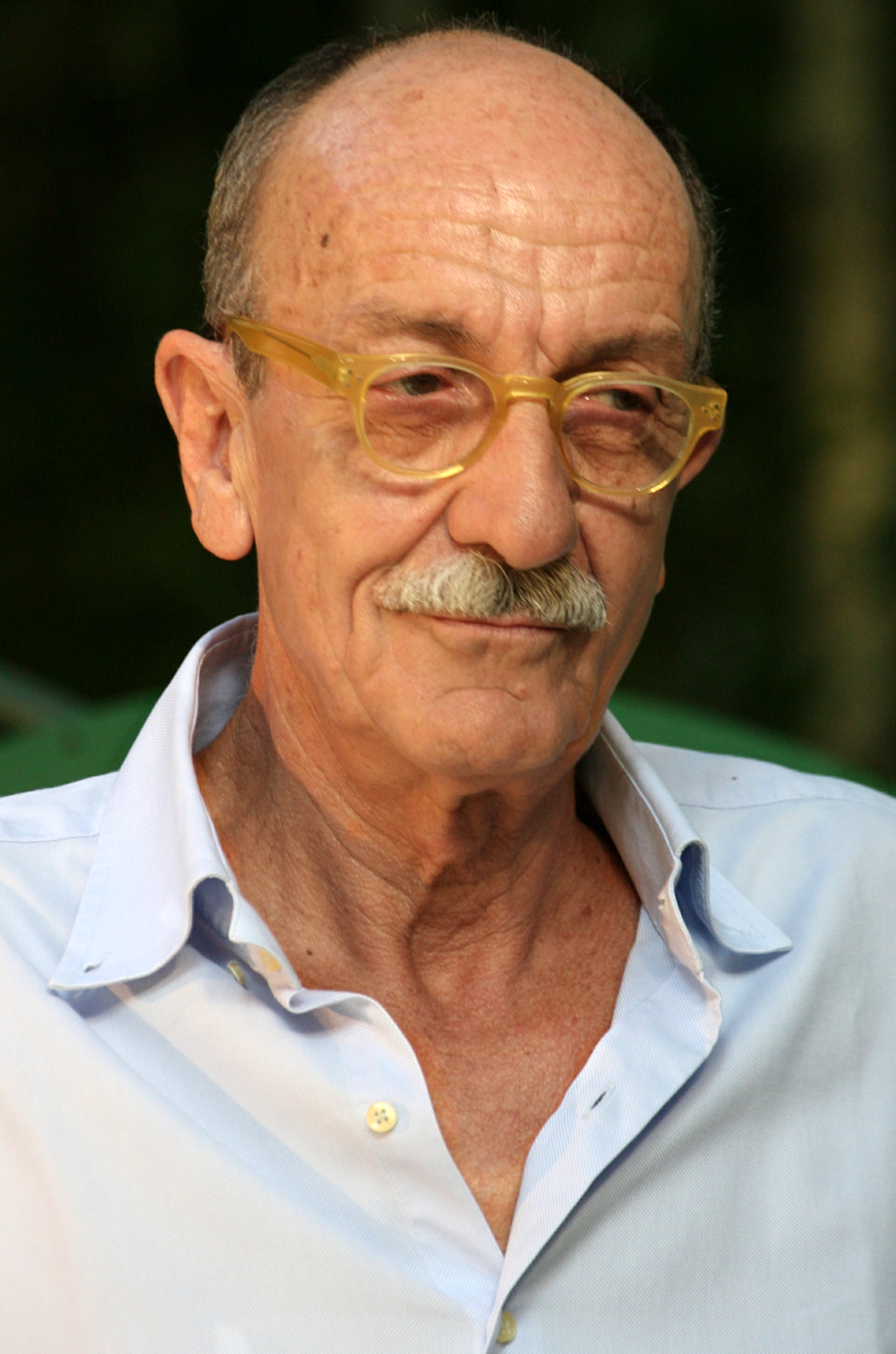
Giuseppe Maria Ayala (2011)

Giuseppe Maria Ayala (* 18. Mai 1945 in Caltanissetta, Sizilien) ist ein italienischer Jurist und Politiker. Als Staatsanwalt in Palermo war er an Strafverfahren gegen die Cosa Nostra beteiligt. Ayala war von 1992 bis 1996 Abgeordneter in der Camera dei deputati, anschließend bis 2006 Senator sowie von 1996 bis 2000 Staatssekretär im Justizministerium. 

## Leben
Giuseppe Maria Ayala entstammt einer vornehmen sizilianischen Familie und war Schüler des Liceo Classico Ruggero Settimo, einem renommierten Gymnasium in Caltanissetta. Nach dem Studium der Rechtswissenschaften an der Universität Palermo arbeitete er als stellvertretender Staatsanwalt und unterstützte mehrere Jahre lang den Anti-Mafia-Pool der italienischen Justizverwaltung. Er war Staatsanwalt beim ersten Maxi-Prozess und wurde später Consigliere am Kassationsgerichtshof, dem höchsten Gericht der ordentlichen Gerichtsbarkeit Italiens. 
Ayala wurde 1992 für die liberale Partito Repubblicano Italiano (PRI) in die Abgeordnetenkammer gewählt, kurz vor der Ermordung Giovanni Falcones und Paolo Borsellinos. Nach der Mani-pulite-Affäre und der Krise der PRI wechselte Ayala zur Alleanza Democratica (AD) und wurde 1994 als Direktkandidat des Linksbündnisses Alleanza dei Progressisti im Wahlkreis Cesena (Emilia-Romagna) erneut in die Abgeordnetenkammer gewählt. Von 1995 bis 1996 war er stellvertretender Fraktionsvorsitzender der Democratici. Bei der Parlamentswahl 1996 wurde er als Kandidat des Mitte-links-Bündnisses L’Ulivo im apulischen Wahlkreis Bisceglie–Molfetta–Corato in den italienischen Senat gewählt. Von Mai 1996 bis April 2000 war er in den Regierungen Prodi I, D'Alema I und D'Alema II  Staatssekretär (Sottosegretario di Stato) im Justizministerium. Während der Legislaturperiode wechselte Ayala zu den Democratici di Sinistra (DS). Für die Legislaturperiode 2001 bis 2006 wurde er erneut zum Senator gewählt, wo er diesmal den Wahlkreis von Policoro in der Region Basilicata vertrat.
Nach dem Ende seiner politischen Karriere im Jahr 2006 kehrte er als Consigliere einer Zivilabteilung am Berufungsgericht von L’Aquila in die Justiz zurück. Seit Dezember 2011 ist er im Ruhestand.
Am 13. April 2018 wurde Ayala auf seinem Motorrad in Palermo von einem Auto angefahren und erlitt eine Oberschenkelfraktur.

## Werke
- La guerra dei giusti, mit Felice Cavallaro, Arnoldo Mondadori, 1993.
- Chi ha paura muore ogni giorno. I miei anni con Falcone e Borsellino, Arnoldo Mondadori, 2009.
- Troppe coincidenze. Mafia, politica, apparati deviati, giustizia: relazioni pericolose e occasioni perdute, Arnoldo Mondadori, Reihe Frecce, 2012.